# ジスルホグルコサミン-6-スルファターゼ
ジスルホグルコサミン-6-スルファターゼ(Disulfoglucosamine-6-sulfatase、EC 3.1.6.11)は、以下の化学反応を触媒する酵素である。
N,6-O-ジスルホ-D-グルコサミン + 水{\displaystyle \rightleftharpoons }N-スルホ-D-グルコサミン + 硫酸
従って、この酵素の基質はN,6-O-ジスルホグルコサミンと水の2つ、生成物はN-スルホグルコサミンと硫酸の2つである。
この酵素は加水分解酵素、特に硫酸エステル加水分解酵素に分類される。系統名は、N,6-O-ジスルホ-D-グルコサミン 6-スルホヒドロラーゼ(N,6-O-disulfo-D-glucosamine 6-sulfohydrolase)である。他にN-sulfoglucosamine-6-sulfatase、6,N-disulfoglucosamine 6-O-sulfohydrolase等とも呼ばれる。